# Basilio Lami Dozo
Basilio Arturo Ignacio Lami Dozo (Santiago del Estero, 1 de fevereiro de 1929 - José C. Paz, 1 de fevereiro de 2017) foi um militar argentino pertencente a Força Aérea Argentina. 
Basilio Lami Dozo nasceu em Santiago del Estero e era descendente de sírios e libaneses. Juntou-se a terceira junta militar de governo, que governou o país entre 1981 e 1982, junto com Leopoldo Fortunato Galtieri e Jorge Isaac Anaya durante a ditadura auto-nomeada Processo de Reorganização Nacional.